# Ferran de Cardona-Anglesola i de Requesens
Ferran Folc de Cardona-Anglesola i de Requesens (Nàpols, 20 de novembre de 1521 - monestir de Sant Cugat, 13 de setembre de 1571). Tretzè baró de Bellpuig, segon duc de Somma i gran almirall de Nàpols.

## Antecedents familiars
Fill del virrei de Nàpols, Ramon Folc de Cardona i Requesens i de la comtessa de Palamós Elisabet de Requesens i Enríquez.

## Núpcies i descendents
Es va casar a Baena el 1539 amb Beatriu Fernández de Córdoba i Figueroa (coneguda per Beatriz de Figueroa), neta de Gonzalo Fernández de Córdoba i germana del duc de Sessa, residí habitualment a Barcelona.
El matrimoni va tenir 5 fills:
- Anna.
- Ramon, mort als 9 dies de nascut.
- Lluís, l'hereu.
- Antoni.
- Jeroni, mort als 5 anys.

## Mort
Segons el consell de la vila de Bellpuig, Ferran morí el 13 de setembre de l'any 1571. Data confirmada pels dietaris de la Generalitat de Catalunya, que ens faciliten el lloc: el monestir de Sant Cugat, fet que explicaria la memòria sepulcral que es conserva a la població vallesana. Segons l'epigrafia de la tomba de Bellpuig, el dia de la seva mort tenia l'edat de 49 anys 9 mesos i 24 dies. Diputats i oïdors del General assistiren al seu dol, que fou presidit pels seus filis, Lluís i Antoni.

## Línia Successòria Familiar
Segons el testament de Beatriu, instituí hereu a don Luis. En la línia successòria, continuaven Antoni, Jeroni i finalment, Anna. Lluís, que heretà els títols nobiliaris, hauria mort intestat el 1574 i fou succeït pel seu germà Antoni, el qual seria conegut com a Antonio II Fernández de Córdoba. El 23 de maig del 1577 Antonio II es va casar amb Juana de Córdoba i Aragón, filla dels marquesos de Comares.

## Obra
Admirador d'Ausiàs March i afeccionat a la literatura i la filosofia, va compilar els manuscrits d'aquest poeta, copiats el 1541 i el 1542.